# Åsle
Åsle er en lille bebyggelse i Falköpings kommun i Västra Götalands län i Sverige med 66 indbyggere (2005). Åsle kirkes historie går tilbage til 1100-tallet. Et af Sveriges bedst bevarede bondemiljøer Åsle tå ligger i bebyggelsen.
Her stod Slaget ved Åsle (også kendt som Slaget på Falan) som blev udkæmpet mellem Albrecht af Mecklenburgs og Margrethe Valdemarsdatters tropper den 24. februar 1389.